# Fumigace
Fumigace (plynování) je metoda ošetření úlů, uskladněného zboží a podobně pomocí pesticidů v plynném skupenství.

## Využití

### Včelstva
Fumigace je postup (léčebná metoda), jímž je distribuován léčivý přípravek do včelstva. Metoda spočívá v nakapání účinné látky na savý částečně hořlavý (doutnající) knot – odparný proužek. Z tohoto odparného proužku, umístěného v úlu, se látka po zapálení odpaří do prostoru úlu.
Fumigace se používá při léčbě včelstva na parazitické roztoče Varroa jacobsoni a Varroa destructor. Léčba včelstev proti varroáze je nařizována SVS a patří ke každoročním povinnostem včelarů.
Fumigaci lze provádět pouze není-li včelstvo v chomáči a tudíž může dojít k proniknutí účinné látky mezi včely. To je obvykle splněno při vnějších teplotách vyšších než 10 °C. Limitní teplota však závisí i na způsobu zateplení úlu. Při nižších teplotách nelze fumigaci pro neúčinnost provádět a léčení musí být provedeno prostřednictvím aerosolu.
Léčiva aplikovaná prostřednictvím fumigace:
- Varidol FUM – účinná látka: amitraz[3]
- MP-10 FUM – účinná látka: tau-fluvalinát (méně časté)

Při provádění fumigace je nezbytné dodržovat základy požární prevence.
Chyby při provádění fumigace:
- Zapálení odparného proužku mimo prostor úlu (např. ve sklenici u česna, kdy dojde k vysrážení se účinné látky ještě na stěnách sklenice)[4][5]
- Nedostatečně utěsněné úly[6]
- Fumigování v době, kdy je ve včelstvu plod (pro neúčinnost na roztoče pod víčkem u zavíčkovaného plodu)

### Uskladněné nebo převážené zboží
Fumigace se také používá pro redukci škůdců (hmyz, hlodavci, ...) ve zboží uloženém v uzavřených prostorách, například kontejnerech.

### Dřevo
Touto metodou se ošetřují také dřevěné obalové materiály nebo palety. Pro vývoz do některých zemí je toto opatření nezbytné. V roce 2017 probíhaly testy ohledně možnosti využití k ošetření dřeva napadeného kůrovcem.

## Fumiganty
Fumiganty jsou druhem pesticidů. Patří sem například kyanovodík (např. Cyklon B), oxid siřičitý nebo methylbromid. Často se jedná o látky pro člověka vysoce toxické.

## Fumigace v Česku
Fumigace některými plyny (např.: methylbromidem) je v současnosti (leden 2020) v Česku zakázána.
Krajská hygienická stanice a Ústav na ochranu rostlin sestavují seznamy fumigační společností a akreditovaných fumigátorů.